# Agrostis andicola
Agrostis andicola é uma espécie de gramínea do gênero Agrostis, pertencente à família Poaceae.